# Kenyacus gusarovi
Kenyacus gusarovi (лат.) — вид жужелиц рода Kenyacus из подсемейства Harpalinae.
Назван в честь колеоптеролога Владимира Гусарова (Natural History Museum, University of Oslo, Осло), специалиста по жукам семейства Staphylinidae, который собрал типовые серии этого и других представителей рода.

## Распространение
Тропическая Африка: Уганда (Western Region, Kasese District, Rwenzori Mts. National Park).

## Описание
Бескрылые жуки мелких размеров, в длину около 4 мм. Отличаются по комбинации следующих отличительных признаков: тело черновато-коричневое, спинная поверхность слегка блестящая; основание нижней челюсти, верхняя губа, наличник, края переднеспинки и надкрылий, а также шов надкрылий, ментум, эпиплевра переднеспинки и два последних стернита брюшной полости обычно бледнее, красновато-коричневые или коричневато-желтые; щупики, усики и ноги коричневато-желтые. Ментум без срединного зуба, лигулярный склерит с четырьмя преапикальными щетинками, надглазничная пора расположена далеко от надглазничной борозды, метепистерна короткая. Голова большая, с широкой шеей.

## Таксономия
Вид был впервые описан в 2019 году российским энтомологом Борисом Михайловичем Катаевым (Зоологический институт РАН, Санкт-Петербург) по материалам из Африки.